# Thompson (pistolet-mitrailleur)
Pour les articles homonymes, voir Thompson.
Le Thompson est un pistolet-mitrailleur développé aux États-Unis sous la direction de John T. Thompson entre 1917 et 1919. Au cours des décennies suivantes, de nombreuses versions de la Thompson ont été développées, dont la plupart tirent la cartouche .45 ACP. Les premiers modèles sont très connus en raison de leur utilisation par les bandes criminelles des Roaring Twenties comme l’Outfit de Chicago. Les modèles plus tardifs sont également notables en raison de leur utilisation par les Alliés pendant la Seconde Guerre mondiale.
Il existe une distinction nette entre les modèles d’origine, M1919 à M1928, et les modèles de guerre, les M1928A et M1. Les premiers sont des armes dont la mécanique complexe est usinée avec soin dans des matériaux de qualité. Coûteux, ils n’ont été vendus qu’en faible quantité et essentiellement à des civils. Les armées des années 1920 et du début des années 1930 se montrent en effet réticentes à l’acquérir, à la fois en raison du coût, de la réputation de l’arme ternie par son usage criminel et d’une mauvaise analyse de l’intérêt des pistolets-mitrailleurs au combat. Les seconds, produits pour répondre à la hausse brutale de la demande militaire causée par la Seconde Guerre mondiale, sont simplifiés au maximum et fabriqués dans des matériaux plus abordables afin de réduire le plus possible le coût et la durée de fabrication. Plus d’un million d’exemplaires de ces derniers ont ainsi été produit, contre moins de vingt mille pour les premiers.

## Histoire

### Contexte
Pendant la Première Guerre mondiale, les affrontements à très courte portée ayant lieu dans les tranchées font émerger le besoin pour une arme plus facile à manipuler et tirant plus rapidement que les fusils en usage dans les armées belligérantes. Les Allemands introduisent une nouvelle arme à partir de la fin de l’année 1916, le pistolet-mitrailleur. En 1917, il n’existe pas d’équivalent dans les forces de l’Entente. D’un côté, les Britanniques considèrent leurs propres soldats comme trop incompétents pour leur confier une arme automatique. De l’autre côté les Français disposent de la mitrailleuse Chauchat et du fusil semi-automatique modèle 1917, mais ces armes n’égalent pas les performances du MP18 allemand. Après leur arrivée en 1917, les Américains se rendent rapidement compte que si le Colt M1911 est adéquat, le fusil Springfield M1903 l’est moins et cherchent à se procurer une arme complémentaire.

### Développement initial

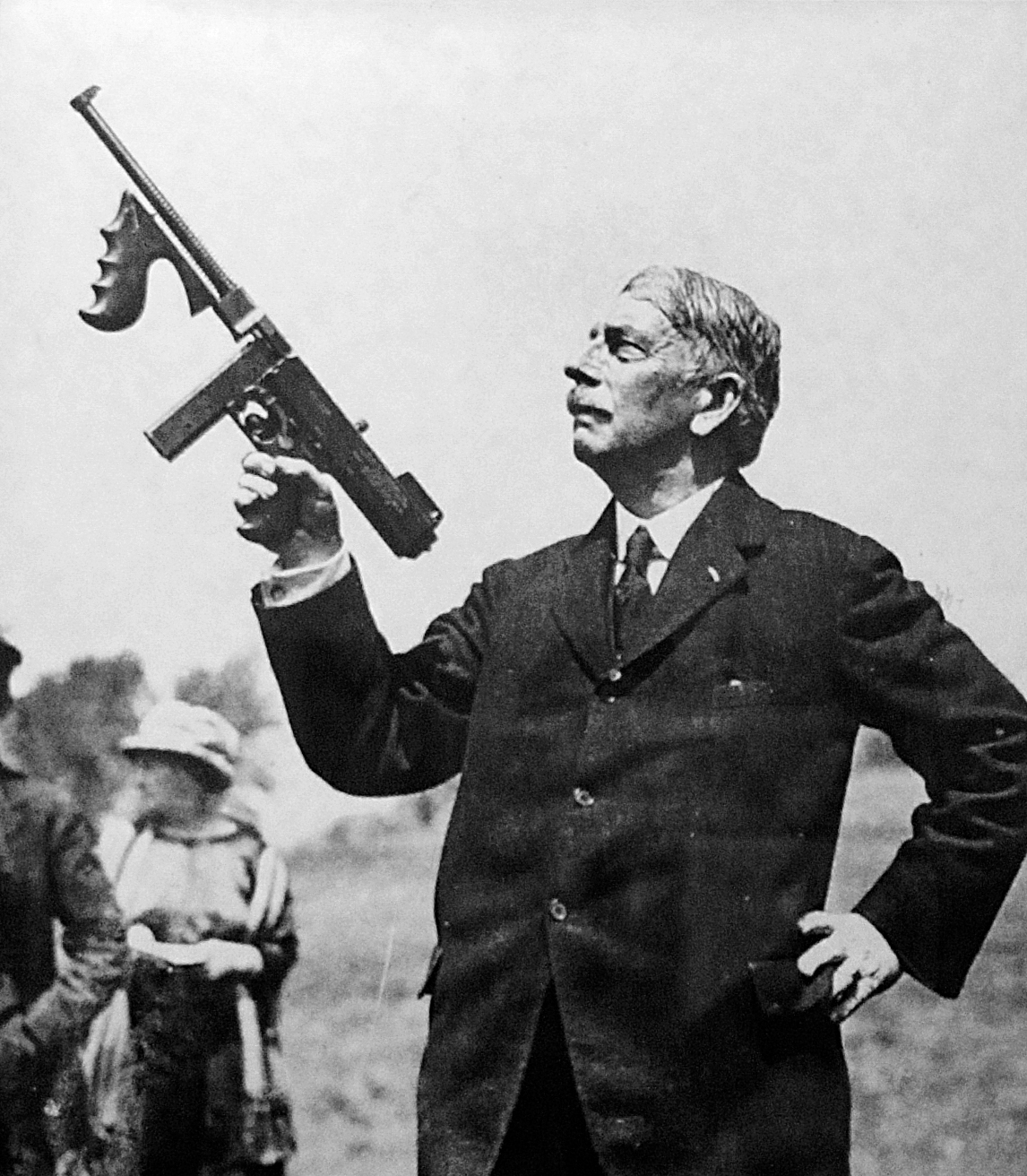
John Thompson tenant une M1921.

Rappelé en 1917 au poste de responsable des armes légères de l’Army Ordnance Department, le brigadier général John Thompson lance les recherches sur un pistolet-mitrailleur qu’il veut léger et maniable. Il met en parallèle à contribution l’entreprise d’armement Auto-Ordnance Corporation qu’il dirige avec son fils Mercellus. Celle-ci produit en 1917 un prototype appelé Auto-Rifle, un fusil automatique ressemblant au M1917 Enfield et utilisant la même cartouche de .30-06 Springfield, mais avec un verrou de culasse inventé par le physicien John Blish. L’arme ayant tendance à exploser, elle est révisée par les ingénieurs en armement Theodore Eickhoff et Oscar Payne. Ceux-ci attribuent le problème à la puissance trop importante de la cartouche et recommandent de la remplacer par celle de .45 ACP, moins puissante mais ayant tout-de-même une importante puissance d’arrêt.
Le prototype de l’arme révisée est produit en septembre 1917 et appelé Persuader, mais il ne fonctionne pas correctement et s’enraye toujours au bout de quelques coups. Ce n’est qu’en 1919 que tous les problèmes parviennent à être résolus et le premier prototype fonctionnel est baptisé Annihilator. Bien qu’en état de fonctionner, l’arme doit toutefois encore faire l’objet d’améliorations pour devenir vraiment utilisable. Entre vingt et quarante prototypes sont encore produits avant qu’elle puisse enfin entrer en production sous la désignation M1919.

### Les années 1920: entre innovations et échecs commerciaux
L’Auto-Ordnance Corporation n’ayant pas les moyens de produire en masse la M1919, la majeure partie de la production est sous-traitée à l’usine de la Colt Patent Firearms Company à Hartford. Un contrat pour la fabrication de 15 000 exemplaires est signé en août 1920 et la production débute le 30 mars 1921 au rythme de cent exemplaires par jour. En réalité, Colt ne réalise que l’usinage de la carcasse et de la culasse, ainsi que l’assemblage final. Les pièces usinées par Colt sont forgées par Billings & Spencer à Hartford, les pièces en bois par Remington Arms à Ilion, les canons par la Savage Arms Corporation, tandis que les organes de visée et les compensateurs sont fabriqués par la Lyman Gunsight Company.
Ce contrat est également l’occasion d’améliorer la conception. La nouvelle version est appelée Modèle 1921A et se distingue en particulier par l’ajout d’une crosse, la Thompson n’en ayant pas été dotée jusque-là. L’autre innovation majeure de cette période est l’introduction en 1927 du compensateur, qui permet d’améliorer le contrôle de l’arme lors du tir en automatique. Divers modèles particuliers, notamment utilisant d’autres cartouches, sont également produits en petites quantités dans les années 1920.
En dépit de la multiplication des modèles et l’amélioration de l’arme, les ventes demeurent néanmoins largement en berne. En dehors de 1 500 exemplaires pour l’US Navy, aucune armée ne s’est portée acquéreuse, malgré des évaluations généralement positives. Jusqu’en 1928, seuls 10 300 exemplaires tout modèles confondus ont été vendus et l’entreprise Auto-Ordnance se maintient pendant plusieurs années au bord de la faillite.

### Production de masse
Après plusieurs années difficiles, la M1928 est adopté de manière limitée par l’US Army en mars 1932, mais les commandes restent peu nombreuses. Marcellus et John Thompson, actionnaires majoritaires d’Auto-Ordnance, meurent respectivement en 1939 et 1940, permettant le rachat de l’entreprise par Russell Maguire, qui la renomme Thompson Automatic Arms Corporation. En parallèle, les événements en Europe entraînent un accroissement brutal de la demande. Maguire octroie alors à Savage Arms Corporation une licence pour produire dix mille M1928A. Néanmoins, la complexité de la chaîne logistique, un grand nombre de pièces provenant de divers sous-traitants, ralentit le lancement de la production, qui ne débute qu’en mai 1940.
En février 1943, la production de la M1928A1 atteint 562 511 exemplaires. Entretemps, une version simplifiée à vu le jour afin de réduire le coût et le temps de production. Baptisée M1, sa production débute au printemps 1942 et 285 480 exemplaires en sont produits avant son remplacement par une version améliorée, la M1A1. La production de celle-ci s’arrête à la fin de l’année 1944 après que 539 153 exemplaires aient été produits. À l’arrêt de la production militaire en 1944, le total cumulé de M1928A1, M1 et M1A1 est de 1 387 134 exemplaires.

## Utilisateurs

### Criminels
Bien que Thompson n’ait pas voulu que son arme soit vendue aux civils, celle-ci se retrouve rapidement entre les mains de criminels du fait de l’absence presque totale de contrôle sur la vente et la circulation des armes à feu à cette époque. Ainsi, une Thompson est utilisée dès avril 1926 à Chicago pour assassiner le procureur William McSwiggin. La situation s’aggrave après le départ de Thompson et la mort de Thomas Ryan en 1928, le nouveau dirigeant John Larkin ouvrant totalement la vente au marché civil afin d’augmenter ses profits. Le nombre total de Thompson acquises par les gangs est estimé à environ cinq cent en 1928. Elle y gagne divers surnoms, comme chopper (« hachoir) ou Chicago Piano, tandis que les hommes de main qui en sont porteurs sont appelés des Tommy-men.
La politique de Larkin est toutefois vivement contestée après le massacre de la Saint-Valentin et il est contraint de démissionner en octobre 1930. Les nouveaux dirigeants restreignent alors considérablement la vente en ne permettant que les commandes directes à l’entreprise. Cela ne freine guère l’usage criminel et la Thompson est largement utilisée au cours des années 1930 par les criminels. Elle est particulièrement utilisée par des gangs de braqueurs, comme ceux de John Dillinger ou Ma Barker, qui écument la campagne, où la police est démunie face à une telle puissance de feu.

### Services gouvernementaux

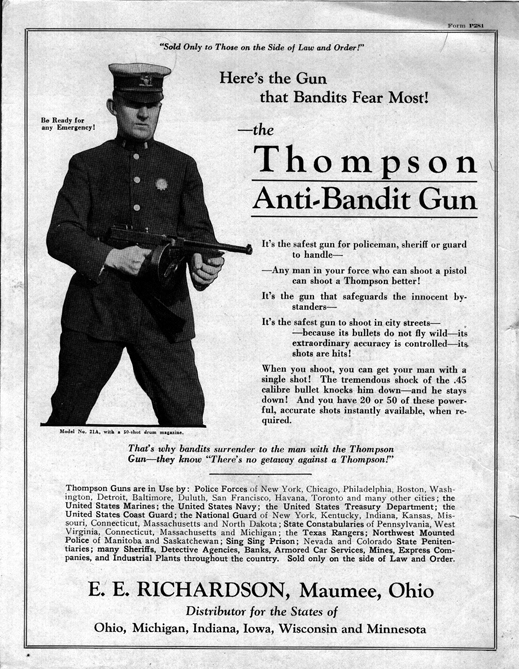
Publicité des années 1920 vantant les mérites de la Thompson pour les forces de l’ordre.

Les services de police commencent à acheter la Thompson dès le début des années 1920, mais il s’agit la plupart du temps de commandes de faible envergure du fait des faibles budgets des polices locales. Ainsi, la police de New York en achète dix exemplaires en août 1921. La première commande d’importance d’un service gouvernemental provient de l’US Postal Service, qui commande vers 1927 deux cents exemplaires de la M1921 pour fournir davantage de puissance de feu aux équipes protégeant les trains postaux. Ces armes sont ultérieurement converties en M1928. Dans le même temps, l’entreprise fait évoluer sa communication et fait la promotion de la Thompson sous le nom de « l’arme anti-bandits », ce qui fait fortement augmenter les ventes.
Sous l’impulsion de John Edgar Hoover, le nouveau Federal Bureau of Investigation achète cent quinze Thompson afin de lutter contre les bandes criminelles. En parallèle, une école de tir est mise en place à Quantico. Ces armes arrivent toutefois tardivement, la plupart des gangs ayant déjà été démantelés à cette date.

### Groupes armés
Les budgets militaires des États ayant été fortement réduits après la fin de la Première Guerre mondiale, la Thompson est d’abord achetée par des groupes paramilitaires. L’Irish Republican Army est de fait la première force à se la procurer lorsque Frank Ochsenreiter, un sympathisant de l’IRA aux États-Unis, en commande cinq cents exemplaires en janvier 1921. Ochsenreiter évolue dans le cercle des proches de Thomas Fortune Ryan, un des propriétaires d’Auto-Ordnance et lui-même membre du Clan na Gael. La destination des armes est donc probablement connue de l’entreprise, d’autant qu’une réduction généreuse est faite sur le prix de la commande. Bien que la majeure partie des armes ait été immobilisée par la police de New York lors d’une tentative d’exportation ratée, quelques-unes parviennent néanmoins dans l’année en Irlande. L’arme y est utilisée pour la première fois lors de l’attaque par l’IRA d’un train transportant des soldats du West Kent Regiment le 16 juin 1921 à Drumcondra. Parmi les Thompson livrées figurent notamment les quarante exemplaires de préproduction, ce qui tend à confirmer l’hypothèse que les dirigeants de l’Auto-Ordnance Corporation aient été informés et impliqués dans ces ventes.
Pendant la Seconde Guerre mondiale, la Thompson fait partie des armes larguées aux groupes de résistance.

### Militaires

#### Forces armées américaines

Un Marine armé d’une Thompson M1 à Okinawa.

L’United States Marine Corps utilise avec succès en 1927 des Thompson empruntées à l’US Postal Service lors de l’occupation du Nicaragua. Satisfaits, les Marines commandent deux cent M1921, qui sont notamment fournies aux China Marines. Finalement l’United States Navy fait la première commande d’importance, avec 1 500 exemplaires, qui entrent en service le 14 mars 1932.
De son côté, l’United States Army rejette d’abord l’arme après un examen en 1924. Un réexamen en 1931 amène à un revirement et la Thompson est adoptée de manière limitée pour la cavalerie en mars 1932, mais sans entraîner pour autant de commande. L’adoption complète a lieu en 1938 sous la désignation Gun, Submachine, Caliber .45, Model of 1928A1 lorsque l’US Army constate que le M1 Garand ne peut être utilisé efficacement à bord des véhicules. Les commandes débutent en juin 1939 avec 950 exemplaires, porté à 20 405 à la fin de l’année 1940.
En l’absence de concurrent viable, la Thompson devient le principal pistolet-mitrailleur des forces armées américaines. L’arme est globalement appréciée par les Marines engagés dans des combats à courte portée dans la jungle, même si sa capacité de pénétration plus faible que celle d’une balle de fusil ne permet pas de traverser les couverts les plus épais. C’est toutefois en Europe que les Américains utilisent le plus la Thompson, notamment dans la prise des positions fortifiées comme Monte Cassino et dans le bocage normand. L’arme est également populaire chez les parachutistes, qui la préfèrent au BAR, trop encombrant pour eux.

#### Armées européennes
La Thompson ne rencontre qu’un succès limité dans les armées européennes : les Britanniques, bien que trouvant l’arme efficace, refusent toujours de confier des armes automatiques à leurs soldats ; la démonstration faite aux Français est gâchée par une rupture de culasse et si l’armée belge fait montre d’intérêt, cela ne se solde par aucune commande. Plus tard, la France libre en reçoit six mille exemplaires.
N’ayant pas d’arme équivalente disponible en quantité suffisante, le Royaume-Uni acquiert des Thompson après le début de la Seconde Guerre mondiale. Du fait de son coût, elle est néanmoins fournie essentiellement aux commandos et aux Home Guard Special Units, les autres troupes devant se contenter généralement de la Sten. Elle est ainsi utilisée pour la première fois en Europe le 4 mars 1941 lors du raid sur les îles Lofoten. Au total, le Royaume-Uni a commandé 514 000 exemplaires, mais n’en a reçu qu’environ 100 000 et les unités de la Home Guard sont parfois équipées d’imitations en bois afin de donner le change au renseignement allemand.
L’armée soviétique a reçu plusieurs milliers de Thompson au titre du prêt-bail. La plupart de ces armes n’ont toutefois jamais été utilisées du fait que l’arme fonctionne mal aux basses températures ; les Soviétiques leur ont par conséquent préféré la PPSh-41 développée localement et non sujette à ce problème.

## Caractéristiques

### Disposition générale

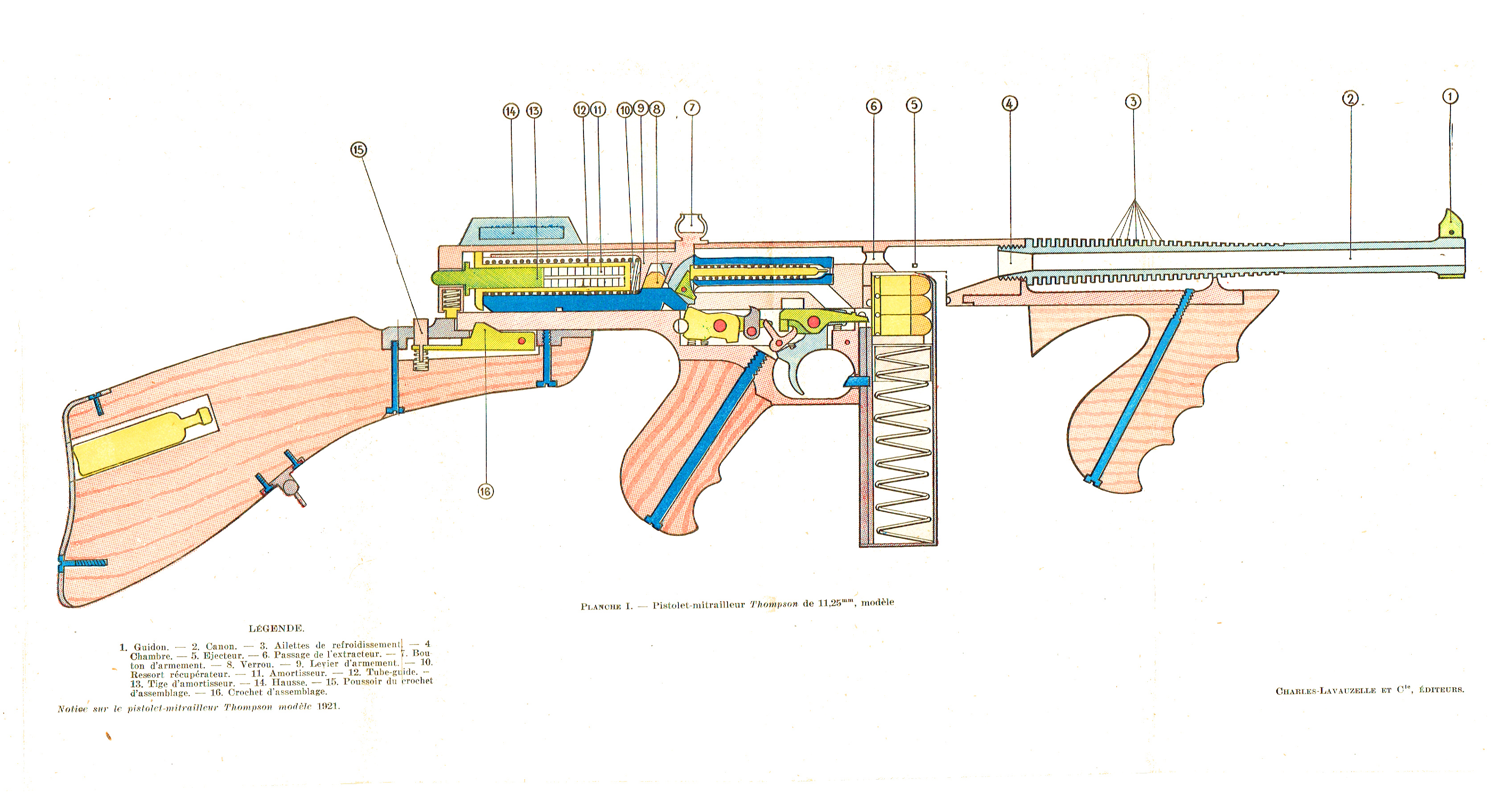
Schéma d’ensemble d’une Thompson M1921.

Bien que l’aspect général de la Thompson soit assez différent selon les modèles, la disposition de base est généralement la même. Le canon a une longueur de 10,5 pouces (267 mm) et comporte six rainures vers la droite. Jusqu’au modèle M1928A2, il comporte sur la surface extérieure des ailettes servant de radiateur. À son extrémité, il comporte parfois une pièce dite « compensateur Cutts », dont les évents dirigés vers le haut permettent d’atténuer la tendance du canon à se relever lors du tir en automatique.
Afin d’offrir une meilleure prise en main, les premiers modèles comportent une poignée en noyer à l’avant, sous le canon. Celle-ci est absente sur les modèles de grande série afin de réduire le coût et la durée de production. La crosse, elle aussi en noyer, est amovible et comprend un compartiment pour une bouteille d’huile. À partir de la M1, les parties en bois utilisent des essences moins coûteuses.
Les organes de visée comprennent à l’origine une hausse Lyman, avec ou sans ailettes de protection selon les modèles. Elle est graduée jusqu’à 600 yards (549 m). Le levier d’armement, placé sur le dessus du boîtier de culasse, obstruant la vue, il est percé d’une rainure complétant les organes de visée. Trop complexe, cette hausse est remplacée sur la M1 par une simple pièce en L percée d’un trou. Dans le même temps, le levier d’armement est déplacé sur le côté pour ne plus gêner la visée.

### Mécanisme

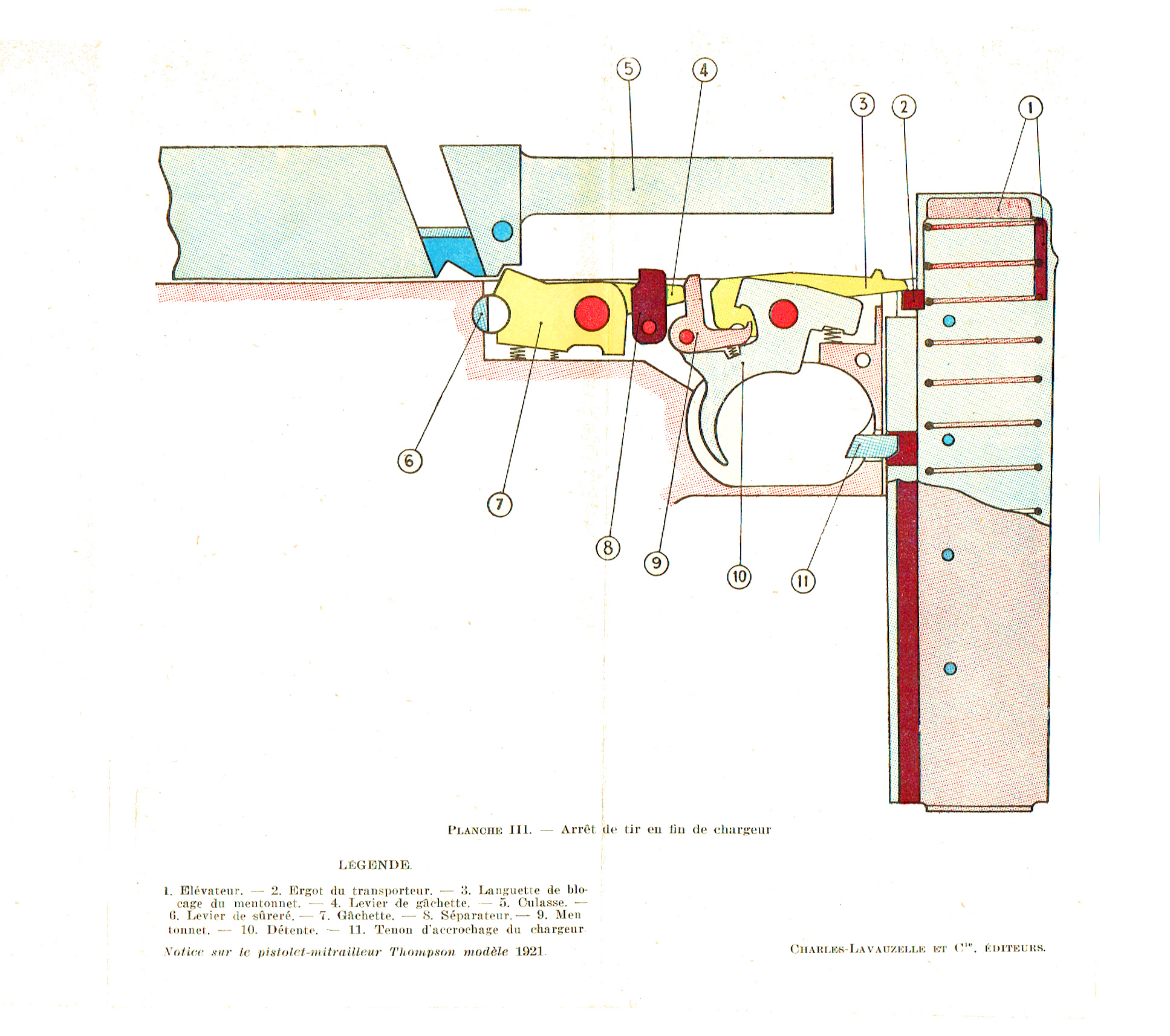
Schéma de détail du mécanisme d’une Thompson M1921.

La Thompson possède une culasse non calée, selon un système appelé « verrou Blish ». L’utilité de ce dispositif complexe et couteux à produire est toutefois remise en question dès 1921. Vingt ans plus tard, il est supprimé dans la version M1, qui est par conséquent une arme à culasse non calée.

### Munitions

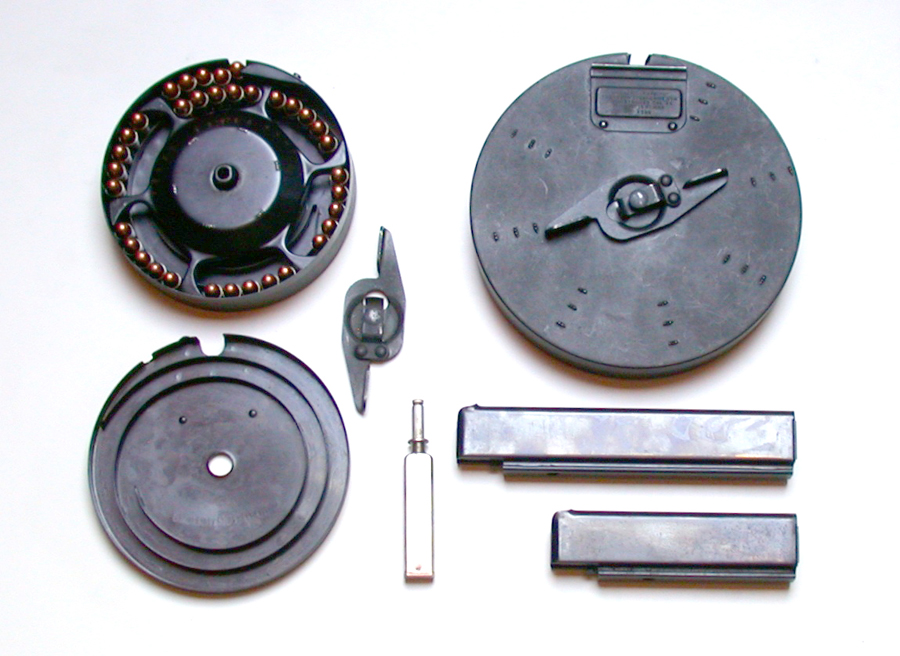
Les différents types de magasins utilisables sur les Thompson.

Bien que des versions de divers autres calibres aient été produites en quantité très limitée, la Thompson est principalement chambre pour la cartouche .45 ACP. Celle-ci a en effet plusieurs caractéristiques qui la rendent intéressante pour une telle arme. Tout d’abord, la combinaison d’une balle lourde et d’une faible vitesse lui confère une importante puissance d’arrêt, au prix d’une faible pénétration. Ainsi, la balle ne traverse pas sa cible, mais lui transmet toute son énergie, avec pour effet des dommages aux tissus équivalents à ceux d’une balle de fusil à cinquante mètres. Cette cartouche dispose également d’un coefficient d’éjection, c’est-à-dire l’inertie de l’étui lors de l’élection, idéal pour une arme automatique.
Il existe trois modèles de magasin : un magasin droit de vingt cartouche et deux types de magasin-tambour contenant respectivement cinquante ou cent cartouches. Ce dernier a toutefois l’inconvénient de peser 1,4 kg, conférant à une M1921 pleinement chargée une masse non négligeable de 6 kg. Paradoxalement, quatre magasins droits pèsent moins pour la même contenance. Par conséquent, les militaires ont toujours préféré ces derniers, d’autant qu’ils sont plus faciles à transporter et moins bruyants et la possibilité d’utiliser les magasins-tambour est supprimée à partir de la version M1.

## Versions

### M1919
Premier modèle de la Thompson à entrer en production, la M1919 se distingue des modèles postérieurs par l’absence de crosse et de mires. Les magasins sont encore à cette époque de type boîte. La M1919 est encore largement un modèle d’essai : pratiquement aucun des exemplaires conservé n’est parfaitement identique à l’autre, ce qui amène parfois à désigner l’ensemble comme une série de prototypes plutôt qu’une série de production.

### M1921

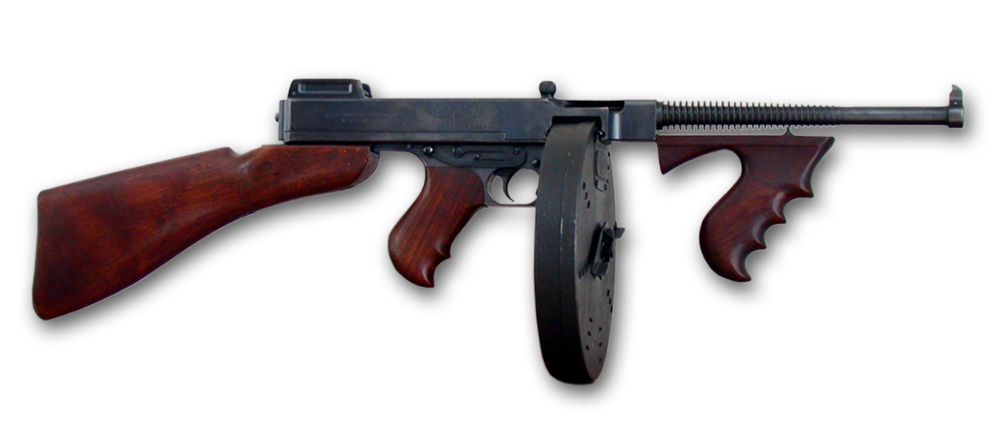
M1921 avec magasin tambour de cent cartouches.

La M1921 diffère de la M1919 par l’ajout d’une crosse détachable, de mires métalliques et la modification du mécanisme afin d’améliorer le contrôle de l’arme en tir automatique en réduisant la cadence de tir de mille à huit cent coups par minute. Auto Ordnance en a fait produire 15 000 exemplaires par Colt, mais peu ont en réalité été assemblés et vendu, la plupart ayant servi de réserve de pièces pour les modèles suivants. Dans la nomenclature, l’appelation M1921A désigne la version originale, tandis que les exemplaires produits à partir de 1927 avec le compensateur Cutts sont nommés M1921AC. Ce dernier est généralement considéré comme étant le modèle le plus classique de la Thompson.

### M1923
La M1923 est une variante de la M1921 conçu pour être utilisée avec une nouvelle cartouche spécialement conçue, la Remington-Thompson .45. Celle-ci dispose d’un étui d’un pouce (25,4 mm sur lequel est sertie une balle de 250 grain (16,2 g), ce qui en fait une cartouche considérablement plus puissante que la .45 ACP, avec une vitesse de sortie de bouche d’environ 450 m/s. Une version destinée aux militaires est fournie avec un bipied et une baïonnette de seize pouces (40,64 cm). Aucune armée ne s’est toutefois portée acquéreuse et seul un faible nombre de M1923 a été produit.
La M1923 a également été déclinée dans divers autres calibres comme le 9 × 19 mm Parabellum ou le 9 × 25 mm Mauser, mais ces variantes ont été produites en quantités encore plus faibles que la M1923 originale, et dans certains cas il n’est même pas certain qu’elles soient même entrées en production. La M1923 a également donnée lieu à divers projets sans suites, comme un affût pour side-car ou pour monter vingt-huit Thompson dans le plancher d’un avion pour l’attaque au sol.

### M1927
La M1927 est une variante de la M1921 ne fonctionnant qu’en semi-automatique. Cette version n’a été produite qu’en petite quantité à partir de pièces destinées à la M1921. Elles se reconnaissent d’ailleurs aisément au fait que la référence M1921 sur la carcasse a été effacée et un marquage Model 1927 Thompson semi-automatic carbine estampé par-dessus. L’arme peut d’ailleurs facilement redevenir automatique en remplaçant quelques pièces par celles de la M1921 ou de la M1928. La clientèle, peu nombreuse, est composée essentiellement de services de police ainsi que de quelques particuliers.

### M1928

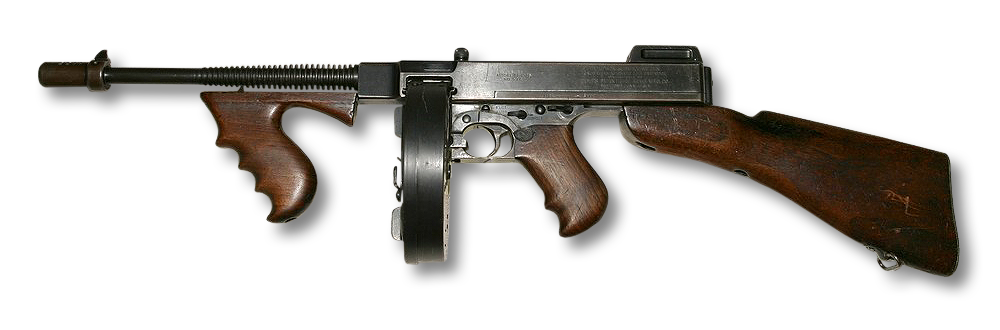
M1928 de début de production.

La M1928 existe en plusieurs variantes. Celle de base a essentiellement été vendue aux Britanniques et se distingue surtout des modèles précédents par la présence du compensateur Cutts. La variante dite Navy se distingue extérieurement par l’absence de poignée avant et la présence de points d’attache pour une sangle, du compensateur Cutts et d’un marquage US Navy. Intérieurement le mécanisme est modifié afin de réduire la cadence de tir à sept cents coups par minute.

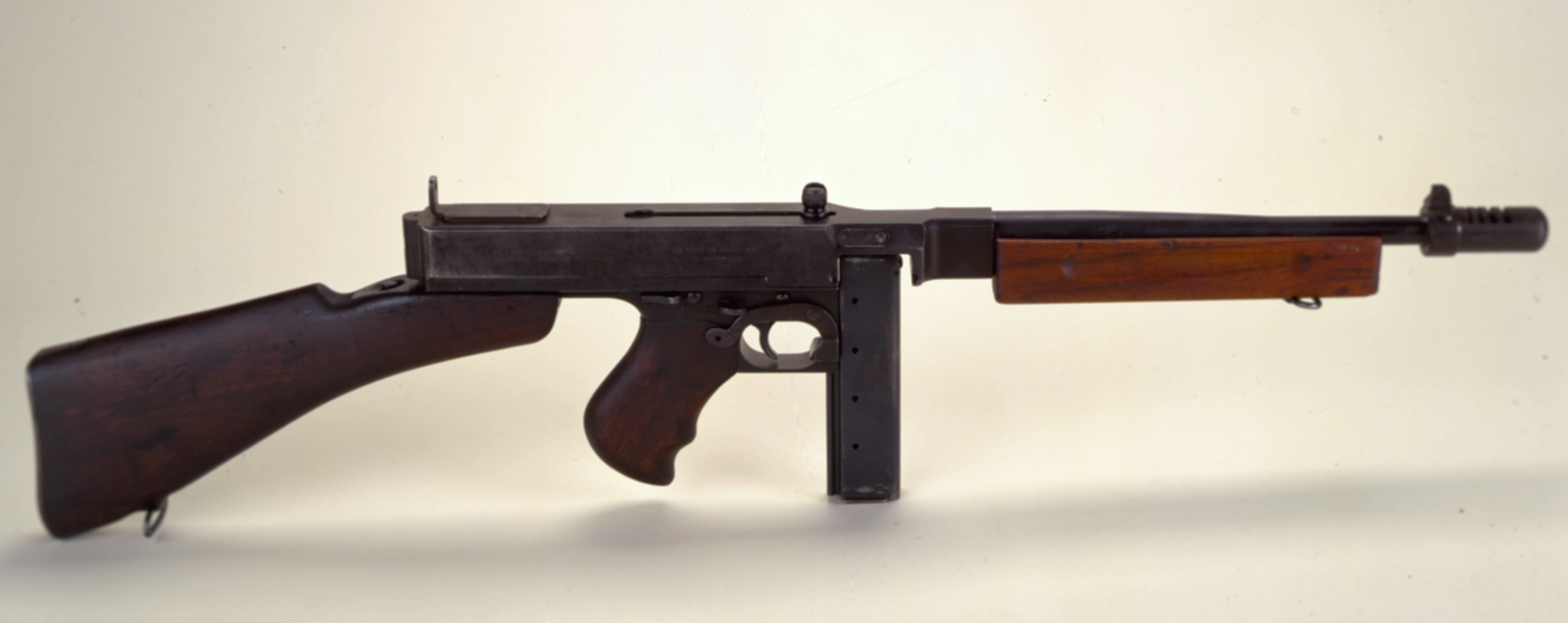
M1928A2

La M1928A1 n’a été produite qu’à environ quatre cent exemplaires pour l’US Cavalry. Elle ne se distingue de la précédente que par le marquage. La M1928A2 est en revanche radicalement différente avec plusieurs parties supprimées ou modifiées pour rendre la production plus facile. Elle ne comporte ainsi pas la poignée avant, le compensateur Cutts et la hausse Lyman, tandis que les ailettes du canon sont supprimées. Le numéro de série des exemplaires produits par Savage débute par S et ceux produit par Auto Ordnance par AO. Savage a en outre produit une série expérimentale de M1928 dont la carcasse est en aluminium et le bois remplacé par du plastique. Les essais n’ont pas été concluants en raison de la mauvaise qualité des matériaux disponibles à l’époque.

### M1

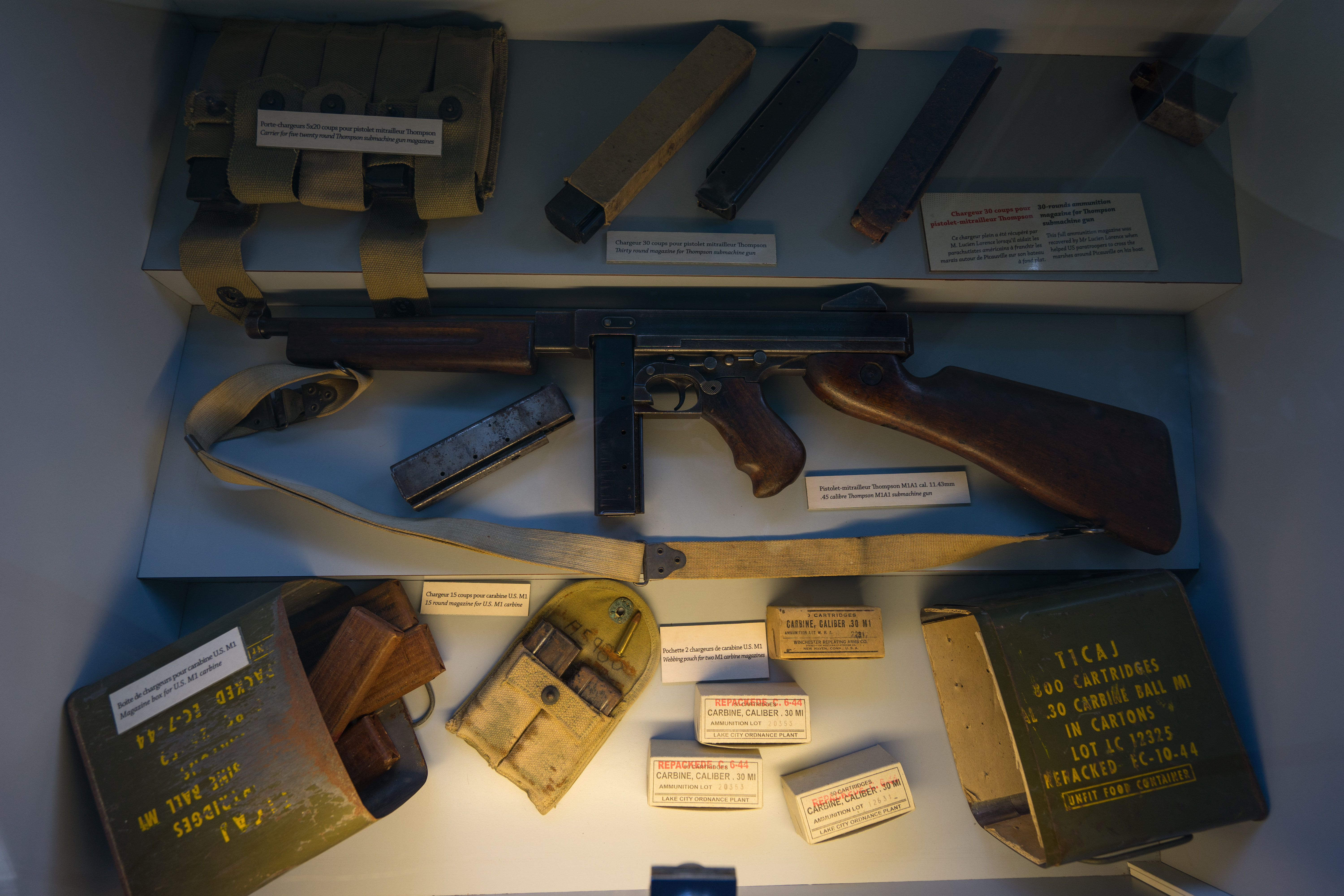
M1A1 et magasins.

La M1 est une M1928A2 encore simplifiée par la suppression du système de verrouillage de la culasse. Les magasins tambours sont également abandonnés et les anciens ne peuvent pas être utilisés sur cette version. La version 42M1, produite en faible quantité en 1942, ne comporte plus de chien mais conserve un percuteur indépendant. Celui-ci est supprimé sur la version M1A1, le percuteur étant désormais partie intégrante de la culasse.
Diverses variantes expérimentales de la M1A1 ont été produites pendant la guerre. La plupart sont simplement chambrées pour une autre cartouche, notamment le .30 Carbine, le 9 × 19 mm Parabellum et le .22 Long Rifle. Le modèle T2 est toutefois radicalement différent, n’évoquant la Thompson que par sa capacité à utiliser les mêmes magasins et par quelques éléments identiques. Conçue avec un minimum de pièces pour réduire les coûts et concurrencer le M3 Grease gun, le T2 n’est finalement pas retenu.

### Autres modèles
Le BSA 1926 est un M1921 modifié et produit sous licence par la Birmingham Small Arms Company. Les principales modifications consistent à rechambrer l’arme en 9 × 19 mm Parabellum et à la doter d’un sélecteur de tir permettant d’alterner entre mode automatique et semi-automatique. L’entreprise conçoit en 1929 plusieurs autres modèles pour répondre à un marché de l’armée belge. Au moins quatre modèles coexistent sous l’appellation BSA 1929 et se distinguent essentiellement par l’usage de cartouches différentes : .45 ACP, 9 mm Bayard, 7,63 × 25 mm Mauser. En l’absence de commande, la production est toutefois arrêtée dès 1930,.
De nombreux exemplaires contrefaits des différents modèles de Thompson ont par ailleurs été produits pendant les années 1930 à l’arsenal de Taiyuan. Celles-ci se reconnaissent facilement à leurs marquages en chinois. L’arme a également été copiée avec plus ou moins de réussite par des ateliers clandestins du Viet-Cong pendant la guerre du Viêt Nam.

## Impact culturel

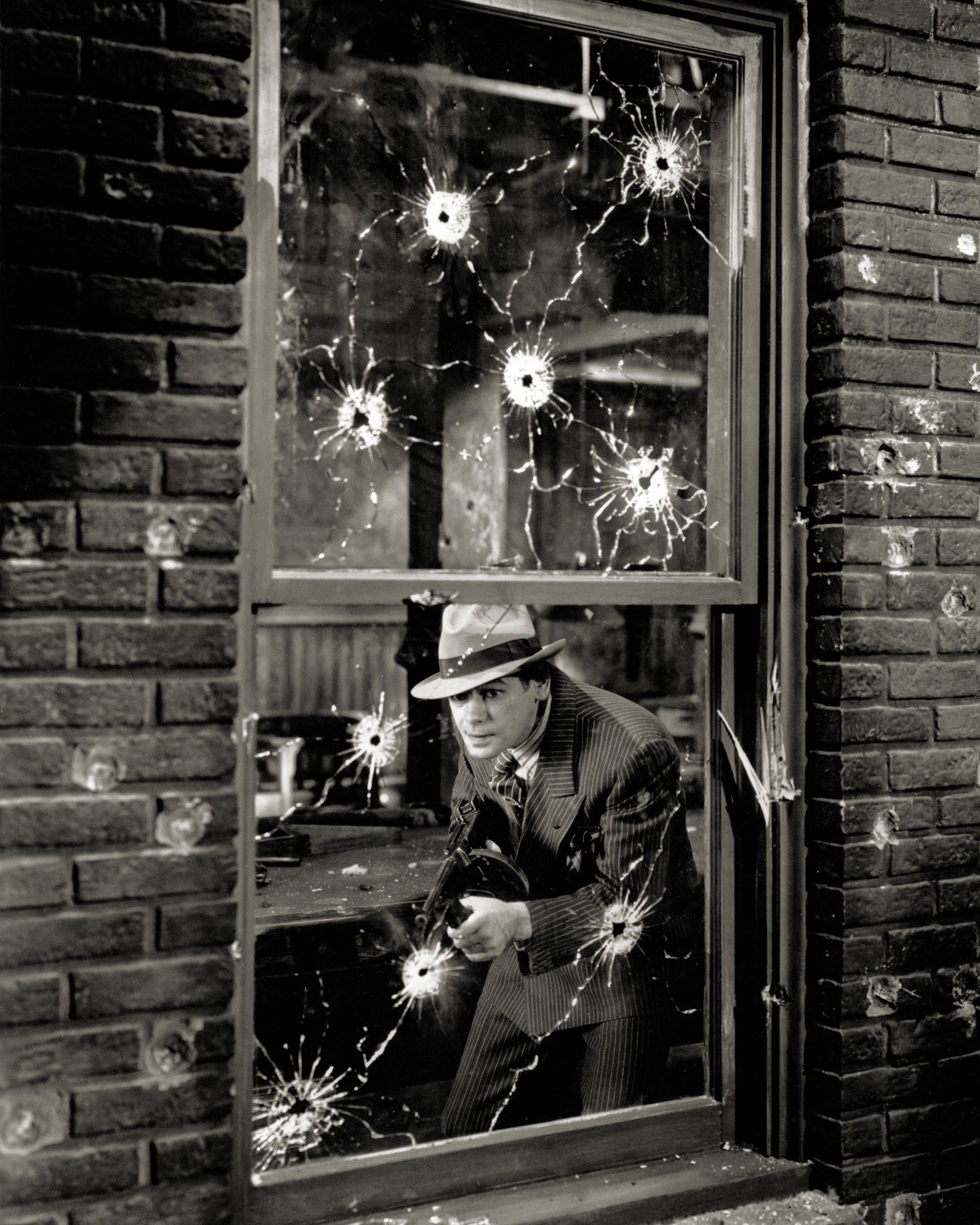
Costume rayé et pistolet-mitrailleur Thompson : l’archétype du gangster de Chicago dans Scarface (1932).

Du fait de son usage criminel, la Thompson occupe une place iconique dans les représentations de l’Amérique des années 1920. Elle apparaît pour la première fois au cinéma dans le film muet Underworld, sorti en 1927. Celui-ci encore une arme chargée à balles réelles, mais peu de temps après des Thompson spécialement modifiées sont mises au point pour tirer des balles à blanc sans altérer leur apparence, afin de réduire les risques sur les plateaux. Le film Little Caesar, sorti en 1930, est le premier film comportant une Thompson ayant une bande-son permettant de restituer le bruit caractéristique de son tir.
La Thompson figure dans pas moins d’une soixantaine de films sortis entre 1930 et 1935. L’un de ceux qui la montre le plus abondamment, Scarface, sorti en 1932, a la particularité d’adopter également une approche critique vis-à-vis de celle-ci : le fait que les gangsters puissent acheter librement de telles armes, alors que la police ne peut s’en procurer y est décrit comme une situation anormale. Cette évolution dans la présentation de la Thompson est à mettre en lien avec les pressions gouvernementales sur les producteurs de cinéma, qui se traduit par l’introduction dans le code Hays de l’interdiction de montrer des bandits armés de Thompson.
Dans les décennies suivantes, la Thompson devient ainsi l’arme de l’ordre, portée d’abord par l’agent du FBI, puis à partir de 1941, par le soldat, qu’il s’agisse du GI, du Marine ou du commando britannique. Toutefois, avec le relâchement du code Hays dans les années 1960, la Thompson redevient l’accessoire des criminels. Elle occupe ainsi une place proéminente dans Bonnie and Clyde, même si les criminels n’en ont jamais utilisée, ainsi que dans St. Valentine’s Day Massacre, tous deux sortis en 1967. Elle reste au XXIe siècle l’accessoire caractéristiques des criminels de la plupart des films se situant entre 1920 et 1940, apparaissant par exemple en 2009 entre les mains de John Dillinger dans Publics Enemies.

### Caractéristiques techniques
| Modèle              | M1919                 | M1921                                                             | M1923                          | M1928A1                                                                 | M1/A1                             |
| ------------------- | --------------------- | ----------------------------------------------------------------- | ------------------------------ | ----------------------------------------------------------------------- | --------------------------------- |
| Longueur            |                       | 31,8 pouces (808 mm) 25 pouces (635 mm) crosse démontée           | 36 pouces (914 mm)             | 33,75 pouces (857 mm)                                                   | 32 pouces (813 mm)                |
| Masse à vide        |                       | 4,6 kg                                                            |                                | 4,8 kg                                                                  | 4,7 kg                            |
| Fonctionnement      |                       |                                                                   |                                |                                                                         |                                   |
| Modes de tir        |                       |                                                                   |                                |                                                                         |                                   |
| Longueur canon      |                       | 10,5 pouces (267 mm) 12,5 pouces (318 mm) avec compensateur       | 14,5 pouces (368 mm)           | 10,5 pouces (267 mm) 12,5 pouces (318 mm) avec compensateur             | 10,5 pouces (267 mm)              |
| Rainurage du canon  | Six rainures à droite | Six rainures à droite                                             | Six rainures à droite          | Six rainures à droite                                                   | Six rainures à droite             |
| Cartouche           | .45 ACP,              | .45 ACP,                                                          | Remington-Thompson .45         | .45 ACP                                                                 | .45 ACP                           |
| Alimentation        |                       | Magasin droit 20 cartouches, magasin-tambour 50 ou 100 cartouches | Magasin droit de 18 cartouches | Magasin droit 20 ou 30 cartouches, magasin-tambour 50 ou 100 cartouches | Magasin droit 20 ou 30 cartouches |
| Cadence de tir      | 1000 cps/min          | 800 cps/min                                                       |                                | 600-750 cps/min                                                         | 500-600 cps/min                   |
| Vitesse à la bouche |                       | 280 m/s                                                           | 442 m/s                        | 280 m/s                                                                 | 280 m/s                           |